# ISACA
ISACA是一家专注于IT治理的国际专业协会。 在其IRS文件中，它被称为信息系统审计和控制协会（Information Systems Audit and Control Association），尽管ISACA现在只是它的首字母缩略词。

## 主要出版物
- 信息及相关技术控制目标（COBIT）
- 《信息系统控制期刊》
- Risk IT
- 信息系统审计的标准，指南和程序[2][3]（与國際會計師聯合會共同制定的指南）
- 安全，审计和控制功能SAP ERP[4]
- Val IT（从IT投资中获取最大价值）